# 董立新
董立新（TUNG Lieh Sing Alan），美國籍香港企业家。董浩雲家族成員，董建華之兒子。

## 简历
中學時已到外國留學，畢業於普林斯頓大學。1993年加入東方海外，2005年開始擔任東方海外執行董事，參與北京東方廣場項目。 
2013年6月，出任東方海外財務總裁。

## 公職
- 2013年經濟發展委員會成員[2]

## 家庭
- 妻子：林冰蘭，鋼琴家